# Flugpost am Rhein und am Main

Ankunft der Postflugmaschine „Gelber Hund“ mit Ferdinand von Hiddessen am Luftpostamt Darmstadt, 10. Juni 1912

Die Flugpost am Rhein und am Main im Jahr 1912 zählt zu den bekanntesten und frühesten Veranstaltungen, in deren Rahmen Postflüge zwischen Frankfurt am Main, Mainz, Offenbach am Main, Worms und Darmstadt stattfanden. Sie steht am Beginn der deutschen Flugpostgeschichte des Flugzeugs.

## Veranstaltung
Die Flugpost am Rhein und am Main fand vom 9. bis 23. Juni 1912 statt. Den Ehrenschutz übernahmen Großherzog Ernst Ludwig und Großherzogin Eleonore von Hessen und bei Rhein. Der Erlös ging an die Großherzogliche Zentrale für Mutter- und Säuglingsfürsorge in Hessen. Die Flugpostbeförderung fand durch das Luftschiff Schwaben und August Eulers Flugzeug Gelber Hund statt. Um die Karten befördern lassen zu können, mussten sie mit halbamtlichen Wertzeichen, sogenannten Flugmarken, versehen werden. Obwohl diese keinen postalischen Wert hatten, sondern vom Veranstalter ausgegeben wurden, erhielten sie eine postamtliche Entwertung.

Flugmarke für die Flugpost am Rhein und am Main

## Erster Flug
Am 10. Juni 1912 um 19:04 Uhr flog Ferdinand von Hiddessen mit einem Doppeldecker der Marke Euler, welcher wegen seiner gelben Tragflächen „Gelber Hund“ genannt wurde, von Frankfurt-Niederrad mit 40 Kilogramm Postsendungen nach Darmstadt. Die 27 Kilometer lange Strecke bewältigte er in 13:27 Minuten. In Darmstadt fand ein Postaustausch statt und Hiddessen flog jetzt mit 79 kg Postsendungen nach Worms weiter, wo er gegen 21 Uhr landete. Dieser Flug mit dem Gelben Hund gilt als einer der ersten amtlichen Postflüge weltweit und bildete den Auftakt zur Flugpostwoche, vom 10. Juni bis 23. Juni 1912, an Rhein und Main, die neben Worms, Darmstadt und Frankfurt am Main auch in den Städten Mainz und Offenbach stattfand. Sie gilt als eine der ersten großen Flugveranstaltungen mit amtlicher Luftpostbeförderung auf der Welt und steht somit am Beginn der deutschen Flugpostgeschichte.
Für die Postbeförderung gab es  für diesen Zweck angefertigte Flugpost-Karten, die neben dem regulären Postkartenporto von 5 Pfennigen mit einer Luftpost-Marke frankiert werden musste.

## Literatur

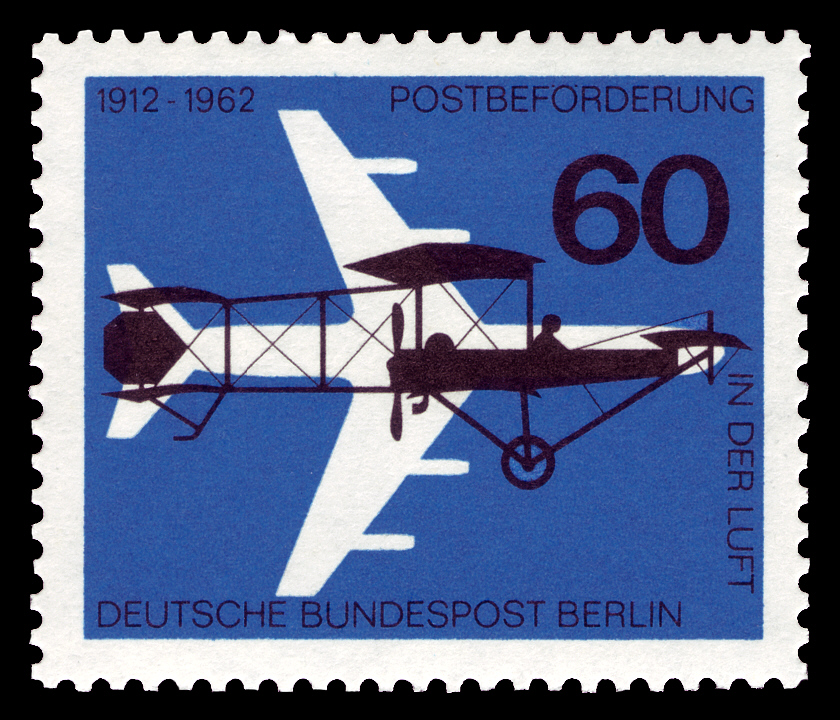
Aus Anlass „50 Jahre Luftpostbeförderung“ gab es 1962 eine Briefmarken aus Berlin die ein vierstrahliges Düsenflugzeug und davor den "Gelben Hund" von 1912 aus den Euler-Werken zeigte